# Ellen Dixon
Ellen Dixon es una jinete estadounidense que compitió en la modalidad de doma. Ganó una medalla de plata en los Juegos Panamericanos de 1987, en la prueba por equipos.

## Palmarés internacional
| Juegos Panamericanos | Juegos Panamericanos          | Juegos Panamericanos | Juegos Panamericanos |
| Año                  | Lugar                         | Medalla              | Categoría            |
| -------------------- | ----------------------------- | -------------------- | -------------------- |
| 1987                 | Indianápolis (Estados Unidos) | Medalla de plata     | Por equipos          |